# Stomatium mustelinum
Stomatium mustelinum är en isörtsväxtart som först beskrevs av Salm-dyck, och fick sitt nu gällande namn av Schwant. Stomatium mustelinum ingår i släktet Stomatium och familjen isörtsväxter. Inga underarter finns listade i Catalogue of Life.